# Kamikawa Maru (transport d'hydravions)
Le Kamikawa Maru (神川丸) est un transport d'hydravions, navire de tête de sa classe utilisé par la Marine impériale japonaise pendant la Seconde Guerre mondiale.

## Historique
Le navire a été construit au chantier naval Kawasaki Shipbuilding à Kobe, au Japon. Sa quille fut posée le 5 août 1936 et lancé le 13 décembre 1936 comme navire marchand de la société K Line. Le 18 septembre 1937, il est réquisitionné par la Marine impériale japonaise qui le transforme en 1939 comme transport d'hydravions.
Le navire participe à la guerre sino-japonaise et à la guerre du Pacifique jusqu'en mai 1943. Le 4 mai, il est torpillé une première fois par le sous-marin USS Wahoo. Endommagé, il est envoyé définitivement par le fond en 5 minutes le 29 mai 1943, à environ 250 km au nord-ouest de Kavieng, en Nouvelle Irlande, à la position géographique 1° 36′ S, 150° 24′ E, par le sous-marin américain USS Scamp.